# Marion-Ermer-Preis
Der Marion Ermer Preis ist ein seit 2001 jährlich verliehener Kunstpreis der Marion Ermer Stiftung zur Förderung junger Künstler in den neuen Bundesländern. Der Preis ist mit 20.000 Euro dotiert, 5.000 Euro je Preisträger.
Bewerber sollen aus den Bereichen Malerei, Bildhauerei, Grafik und anderen bildnerischen Medien kommen. Sie müssen ihren Erst- oder Zweitwohnsitz in den neuen Bundesländern (ausgenommen Berlin) und ihr Studium der Bildenden Kunst in einer der Kunsthochschulen der neuen Bundesländer (ausgenommen Berlin) absolviert haben. Zugelassen sind auch Studierende, die sich in der Diplomphase befinden sowie Meisterschüler an Staatlichen Kunsthochschulen.

## Marion Ermer Stiftung
Im Zuge der Wiedervereinigung Deutschlands 1989 fiel Marion Ermer (* 1953 in München) ein großes Vermögen vor allem durch die Restitution von Immobilien zu. 1992 gründete sie als erste private Kulturstiftung der neuen Bundesländer die „Marion Ermer Stiftung“. 1993 wurde die Stifterin für ihr Engagement mit der Maecenas-Ehrung geehrt. Laudator war Lothar Späth. Aufgrund einer Erkrankung ist Marion Ermer heute weitgehend erblindet.
Ursprünglich war ein Stiftungsvolumen von 10 Mio. DM vorgesehen, von dem jedoch zunächst nur 6 Mio. DM bereitgestellt wurden. Durch den vollständigen Verlust des Vermögens konnte die restliche Summe nicht mehr aufgebracht werden.
Die Marion Ermer Stiftung fördert Kunst und Kultur in den neuen Bundesländern, mit besonderem Schwerpunkt in Sachsen und Thüringen. Sie konzentriert sich vor allem auf die Förderung von Nachwuchskünstlern. Es wurden aber auch soziale Kulturprojekte unterstützt, wie z. B. „Innerstes ans Licht gebracht“ (Ausstellung mit Bildern geistig Behinderter), das Theaterprojekt „Urban Shots“ und die Ausstellung „Aufriss Kunst“ sowie das Kinderstudio Jena e. V.
Zu den Hauptaufgaben der Stiftung gehört heute die Vergabe des Marion Ermer Preises. Aufgrund von Schwankungen des Zinsertrages, der durch die Anlage des Stiftungsvermögens entsteht, wird der Preis nicht jedes Jahr vergeben.

## Preisträger
- 2001: David Adam, Markus Draper, Reinigungsgesellschaft, Cornelia Renz, Henrik Schrat, Eva-Maria Wilde
- 2002: Katinka Bock, Juliane Duda, Mario Röhrle, Clemens von Wedemeyer
- 2003: Jana Dahms, Tim Eitel, Juliane Köhler, Marion Porten
- 2004: Dirk Heerklotz, Franziska Lamprecht, Esperanza Spierling, Tobias Zielony
- 2005: Jan Brokof, Stefanie Bühler, Jana Gunstheimer, Sven Johne
- 2006: Famed, Christiane Haase, Grit Hachmeister, Peggy Meinfelder
- 2007: Ulrich Gebert, Andreas Hildebrandt, Tilman Hornig, Angela Köntje
- 2008: Laura Bielau, Falk Haberkorn, Nahla Küsel, Markus Uhr
- 2009: Stefan Eichhorn, Margret Hoppe, Andrea Legiehn, Hans-Christian Lotz
- 2010: Tamayo Misawa, Cindy Schmiedichen, Sebastian Stumpf, Miriam Visaczki
- 2011: Loretta Fahrenholz, Claudia Schötz, Emanuel Mathias, Jens Schubert
- 2013: Franziska Jyrch, Inga Kerber, Oskar Schmidt, Andrzej Steinbach
- 2015: Andrey Klassen, Falk Messerschmidt, Marten Schech, Ivana de Vivanco
- 2016: Manaf Halbouni, Marian Luft, Katharina Schilling, Thomas Taube
- 2018: Fine Bieler, Ronny Bulik, Kirill Gluschenko, Jana Schulz

## Kuratoren
Die Ausstellungen und Kataloge zum Marion Ermer Preis werden von wechselnden Kuratoren betreut:
- 2003: Susanne Altmann
- 2004: Kai-Uwe Hemken
- 2005: Susanne Altmann
- 2006: Kai-Uwe Hemken
- 2007: Constanze von Marlin
- 2008: Ute Vorkoeper
- 2009: Ellen Blumenstein
- 2010: Angelika Richter
- 2011: Axel Lapp
- 2013: Angelika Richter
- 2015: Holger Birkholz
- 2016: Kristin Bartels